# Edeka
Edeka je německý supermarketový řetězec. V letech 1991 až 2005 působil také v Česku.

## Historie
Historie řetězce se začala psát roku 1898. Tehdy bylo v Německé říši skupinou 21 obchodníků založeno potravinářské družstvo s názvem „Einkaufsgenossenschaft der Kolonialwarenhändler“ (Družstvo prodejců smíšeného zboží), zkracováno na EdK. Postupně vzniklo dvacet tři takových družstev, které byly 21. října 1907 sjednoceny a 25. listopadu 1907 byly zaštítěny nově vzniklou organizací Zentraleinkaufsgenossenschaft des Verbandes deutscher kaufmännischer Genossenschaften eGmbH (Ústřední nákupní družstvo Asociace německých obchodních družstev).
V roce 1921 se stal generálním ředitelem organizace spoluzakladatel berlínského družstva Fritz Borrmann. Obrat společnosti dosáhl roku 1931 částky 267 milionů říšských marek. Po připojení Sárska k Německé říši v roce 1935 a Rakouska v roce 1938 došlo k dalšímu rozšíření firmy. Po konci druhé světové války došlo k opravě sídla společnosti v Hamburku, v roce 1951 činil příjem společnosti 629 milionů DM, v dalším roce 727 milionů DM. V roce 1954 začala společnost provozovat samoobsluhy.
V roce 1965 došlo k náhradě původního loga novým modrožlutým, které se ve více méně stejné podobě používá doteď. V roce 1992 expandovala společnost do Československa. V roce 2003 začala společnost spolupracovat s řetězcem Globus. V roce 2005 se společnost stáhla ze zahraničních trhů a začala se soustředit na trh domácí. V roce 2008 získala společnost německé prodejny řetězce Plus, jehož prodejny v Česku byly téhož roku prodány řetězcům Penny Market a Billa. Edeka začala roku 2018 spolupracovat s německým Telekomem, přičemž nyní nabízí mobilní služby podobné těm, co v Česku nabízí Tesco.

## Edeka v Česku
31. prosince 1991 byla zapsána do českého obchodního rejstříku společnost CS EDEKA spol. s r.o. vedená u krajského soudu v Ústí nad Labem, její IČ bylo 402 32 115. Společnost se zaměřila především na pohraničí Česka a Německa, k červenci 2006 měla společnost na českém území celkem 38 prodejen. Řetězec nabízel v českých prodejnách produkty privátní značky Dobré a levné (překlad německé značky Gut und günstig). S německou verzí řetězce ten český dále sdílel i slogan Milujeme potraviny (v německém znění Wir lieben Lebensmittel).
České prodejny byly uzavřeny v roce 2005 spolu s prodejnami v dalších zemích, protože se řetězec stáhl na domácí trh. České pobočky byly postupně rozprodávány, většinu si porozdělovaly řetězce Tesco a Billa, ostatní zůstaly opuštěné nebo byly prodány nesupermarketovým prodejcům, jako například mostecká, či sedlčanská pobočka, kde začala sídlit vietnamská prodejna. 
Produkty EDEKA jsou k dostání opět v česku, nově je nabízí ve svých prodejnách řetězec JIP Potraviny.

### Seznam prodejen
| #  | Město nebo obec       | Adresa                                   |
| -- | --------------------- | ---------------------------------------- |
| 1  | Benešov nad Ploučnicí |                                          |
| 2  | Bílina                | Za Chlumem 822, 418 01 Bílina            |
| 3  | Děčín                 | Teplická 761/107, 405 05 Děčín-Bynov     |
| 4  | Děčín                 | Vítězství 51/5, 407 11 Děčín-Boletice    |
| 5  | Chomutov              | Písečná 5376, 430 00 Chomutov            |
| 6  | Jablonec nad Nisou    | U Přehrady 40, 466 01 Jablonec nad Nisou |
| 7  | Jičín                 | Pod Koželuhy, 506 01 Jičín               |
| 8  | Jirkov                | U sauny 1739, 431 11 Jirkov              |
| 9  | Karlovy Vary          | Třeboňská 2, 360 10 Karlovy Vary-Rybáře  |
| 10 | Klášterec nad Ohří    | Polní 681, 431 51 Klášterec nad Ohří     |
| 11 | Kralupy nad Vltavou   | Mostní 814, 278 01 Kralupy nad Vltavou   |
| 12 | Kraslice              | 5. května 1926, 358 01 Kraslice          |
| 13 | Krupka                | Karla Čapka 296, 417 41 Krupka           |
| 14 | Liberec               | Haškova 974, 418 01 Liberec              |
| 15 | Liberec               | Kunratická, 460 15 Liberec               |
| 16 | Mělník                | Veslařská 3434, 276 01 Mělník            |
| 17 | Milevsko              | J.A.Komenského 1191, 399 01 Milevsko     |
| 18 | Mimoň                 | Husova 661, 471 24 Mimoň                 |
| 19 | Most                  | Velebudická 3, 434 01 Most               |
| 20 | Neratovice            | Na Výsluní 1368, 277 11 Neratovice       |
| 21 | Nový Bor              | T.G.Masaryka, 473 01 Nový Bor            |
| 22 | Plzeň                 | Mohylová ul. 55, 312 00 Plzeň-Doubravka  |
| 23 | Plzeň                 | Studentská 21, 323 23 Plzeň-Bolevec      |
| 24 | Praha                 | Rilská 3172, 142 01 Praha-Modřany        |
| 25 | Příbram               | Brodská 492, 261 05 Příbram              |
| 26 | Rokytnice nad Jizerou | č.p. 495, 512 44 Rokytnice nad Jizerou   |
| 27 | Roudnice nad Labem    | Neklanova, 413 01 Roudnice nad Labem     |
| 28 | Sedlčany              | Církvišská, 264 01 Sedlčany              |
| 29 | Semily                | Bořkovská 42, 513 01 Semily              |
| 30 | Šluknov               | Zámecká 1110, 407 77 Šluknov             |
| 31 | Štětí                 | Obchodní 663, 411 08 Štětí               |
| 32 | Teplice               | Masarykova 1805, 415 01 Teplice          |
| 33 | Teplice               | Sochorova 1340, 415 02 Teplice-Šanov     |
| 34 | Turnov                | Skálova 92, 511 01 Turnov                |
| 35 | Týn nad Vltavou       | Veselská 789, 375 01 Týn nad Vltavou     |
| 36 | Ústí nad Labem        | Seifertova 574, 403 31 Ústí nad Labem    |
| 37 | Zruč nad Sázavou      | 1. máje, 285 22 Zruč nad Sázavou         |
| 38 | Žatec                 | Stavbařů 2811, 438 01 Žatec              |

## Edeka ve světě
Kromě českého trhu dále v minulosti provozoval řetězec své prodejny v Rakousku, Polsku a Dánsku.
V Německu působí řetězec dosud a patří zde k nejznámejším obchodním řetězcům.

### Modifikace řetězce
Krom hlavního řetězce Edeka ještě existují různé modifikace řetězce, které sice sdílejí stejnou značku, ale mají svá specifika, která je od sebe odlišují.
| Německý název       | Český překlad                      | Popis |
| ------------------- | ---------------------------------- | --- |
| E-Center            | E-Centrum                          | hypermarkety od 2000 m² do 5000m²                                                                                 |
| Edeka aktiv markt   | Edeka „aktivní obchod“             | většinou soukromě provozované supermarkety o rozloze 400 m² až 800 m², převážně v okrajových čtvrtích a vesnicích |
| Edeka C&C Großmarkt | Edeka „velkoobchod cash and carry“ | obdoba českého Makra                                                                                              |
| Edeka nah und gut   | Edeka „blízko a dobře“             | obchody do 400m², většinou v menších obcích a vesnicích                                                           |
| Edeka neukauf       | Edeka „nová koupě“                 | soukromě nebo centrálně řízené obchody od 800m² do 2000 m²                                                        |

## Fotogalerie

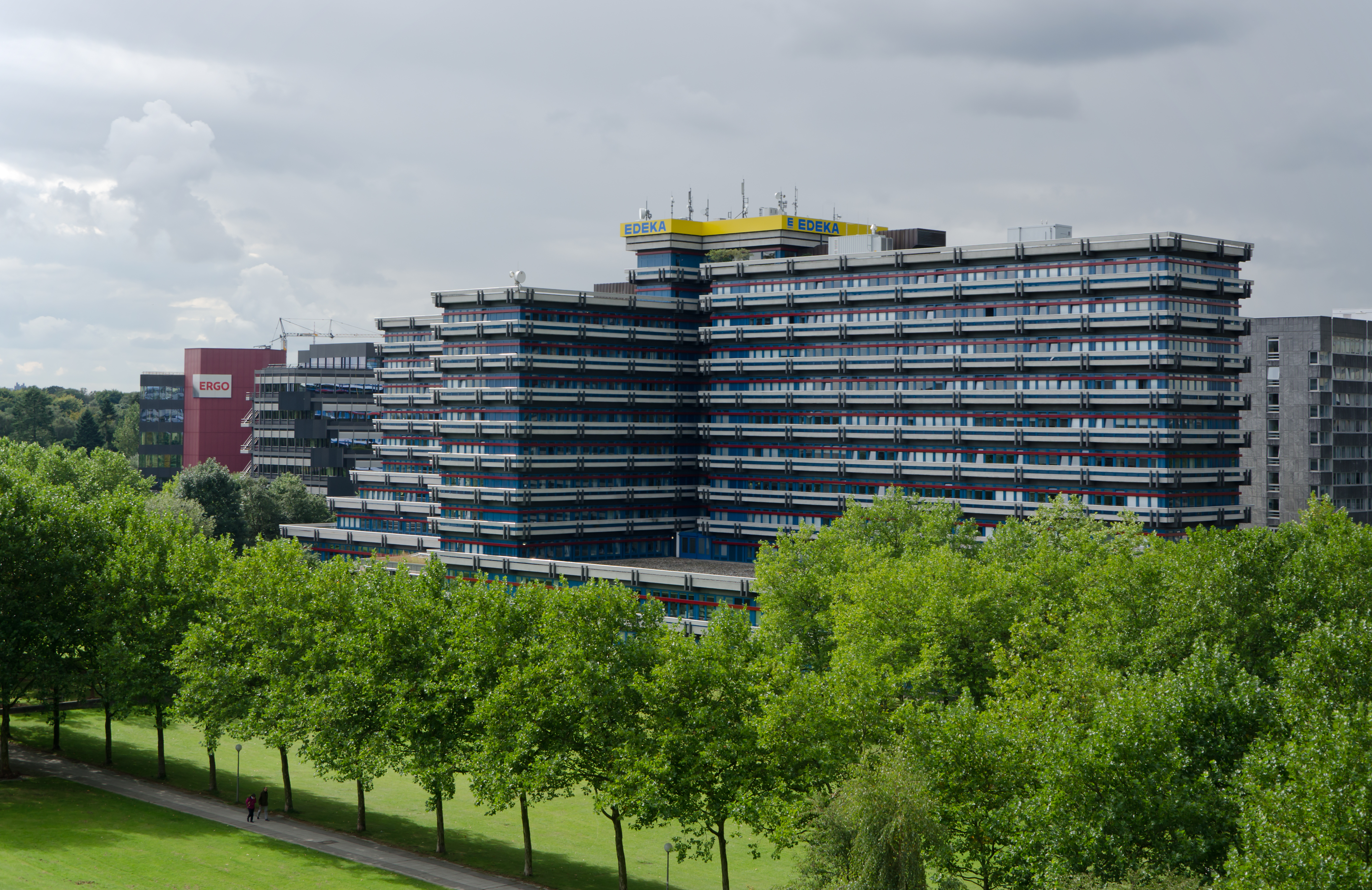
Centrála řetězce Edeka v Hamburku.
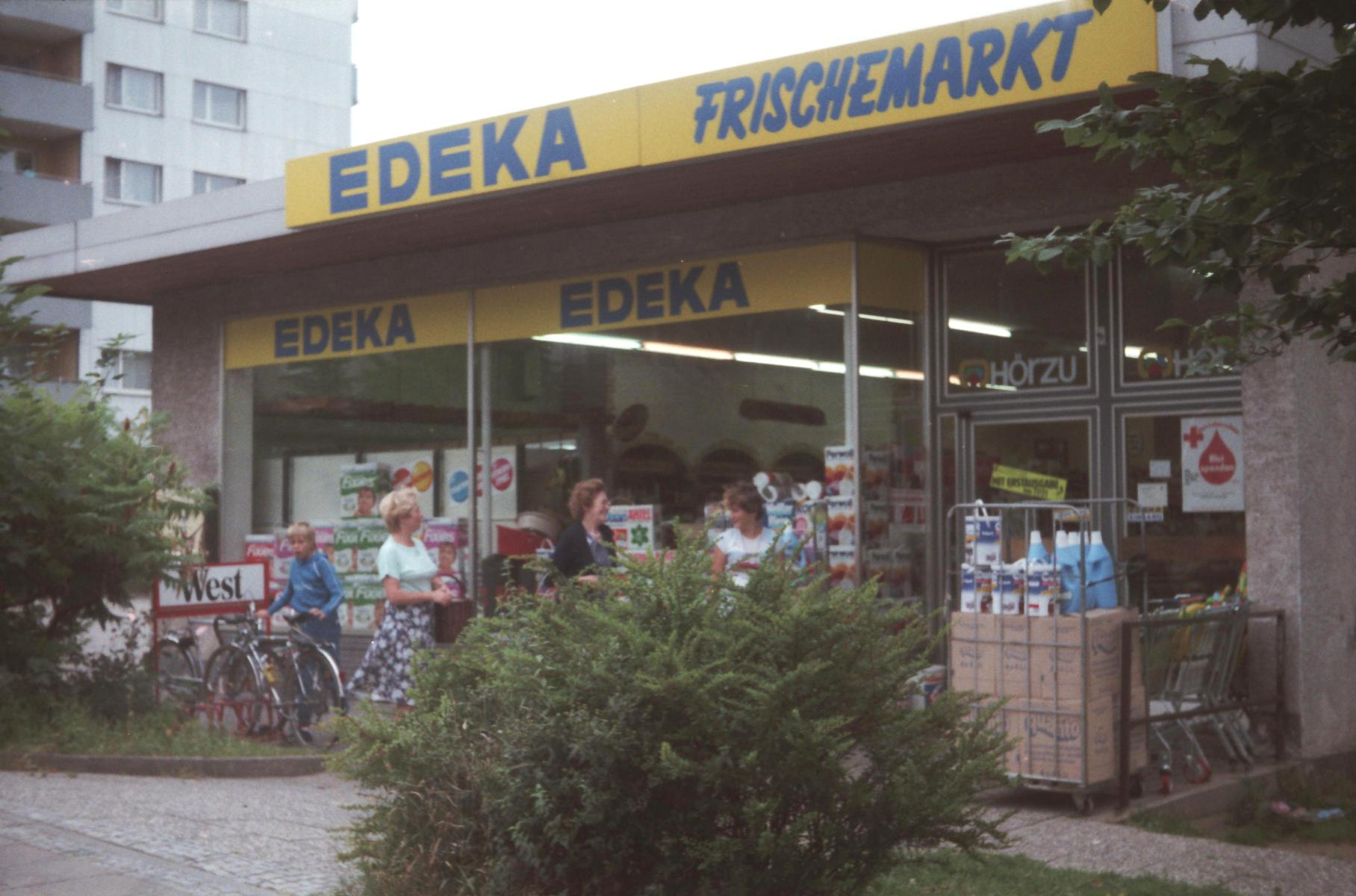
Ukázka jedné z modifikací řetězce, Edeka Frischemarkt, Hallstadt, rok 1985.
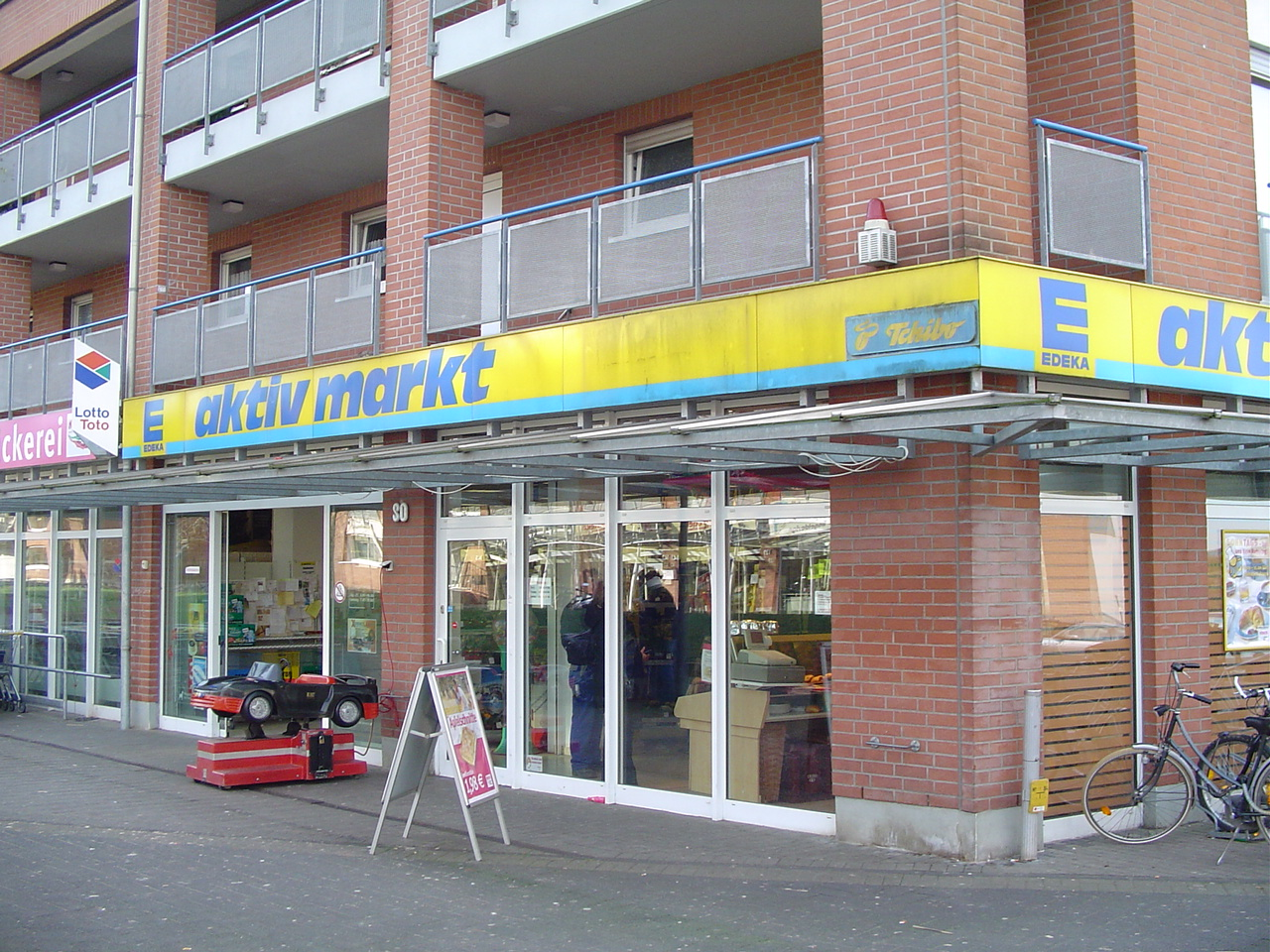
Ukázka jedné z modifikací řetězce, Edeka Aktivmarkt, Kolín nad Rýnem, rok 2007.
Logistické centrum řetězce, Hamm
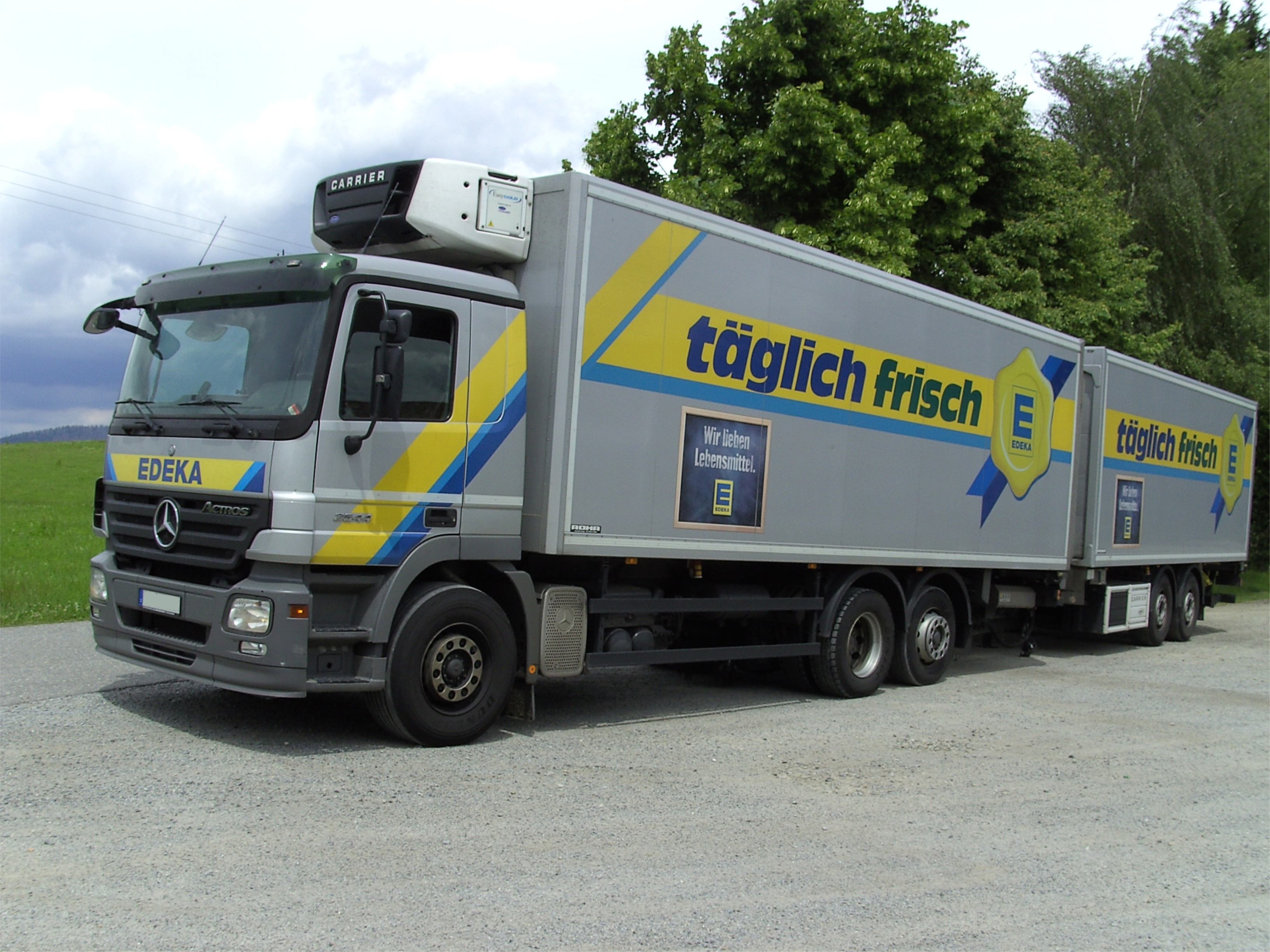
Nákladní vozidlo řetězce
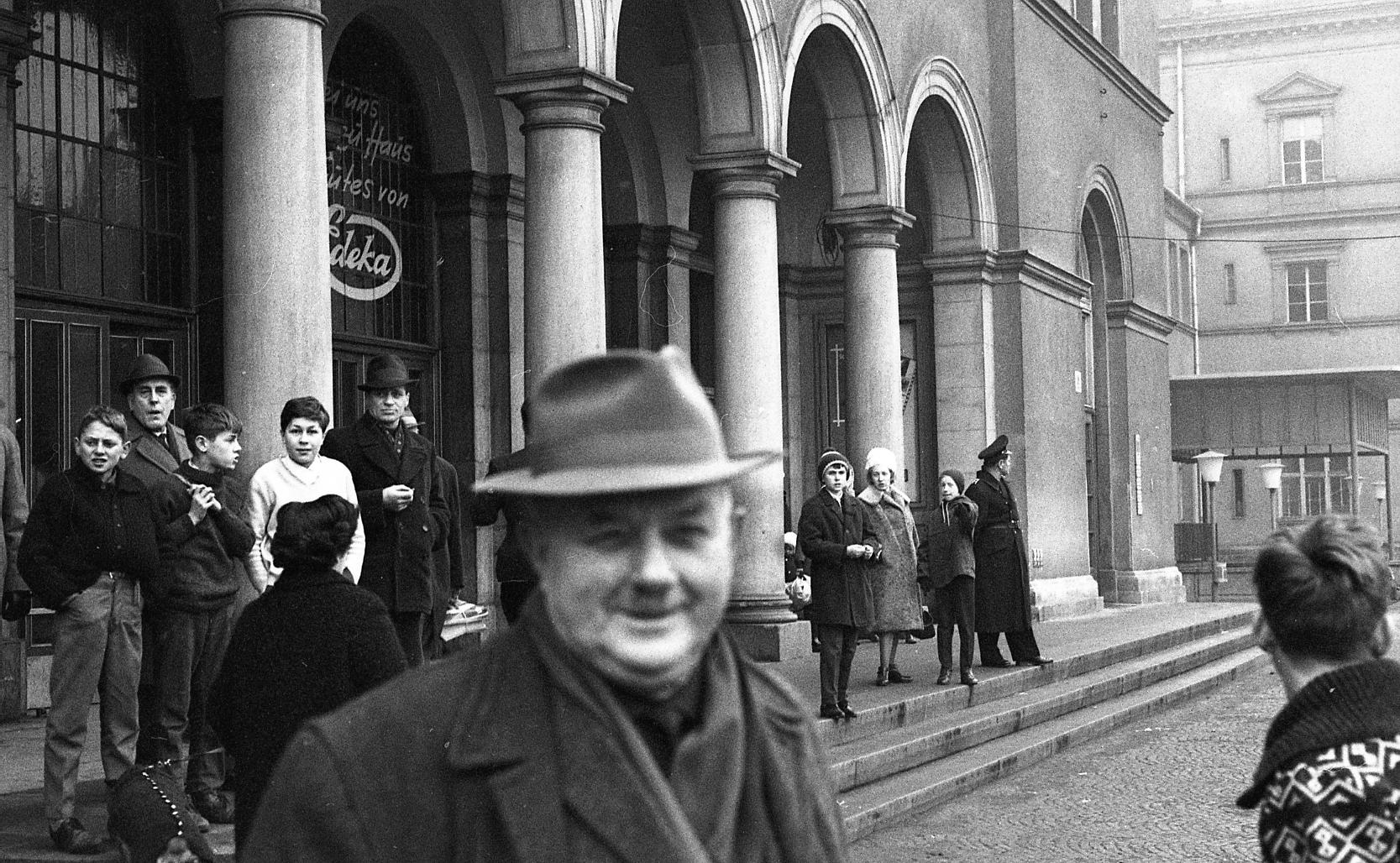
Zákazníci před prodejnou Edeka, Mnichov, rok 1963.
Staré logo řetězce používané do roku 1963.
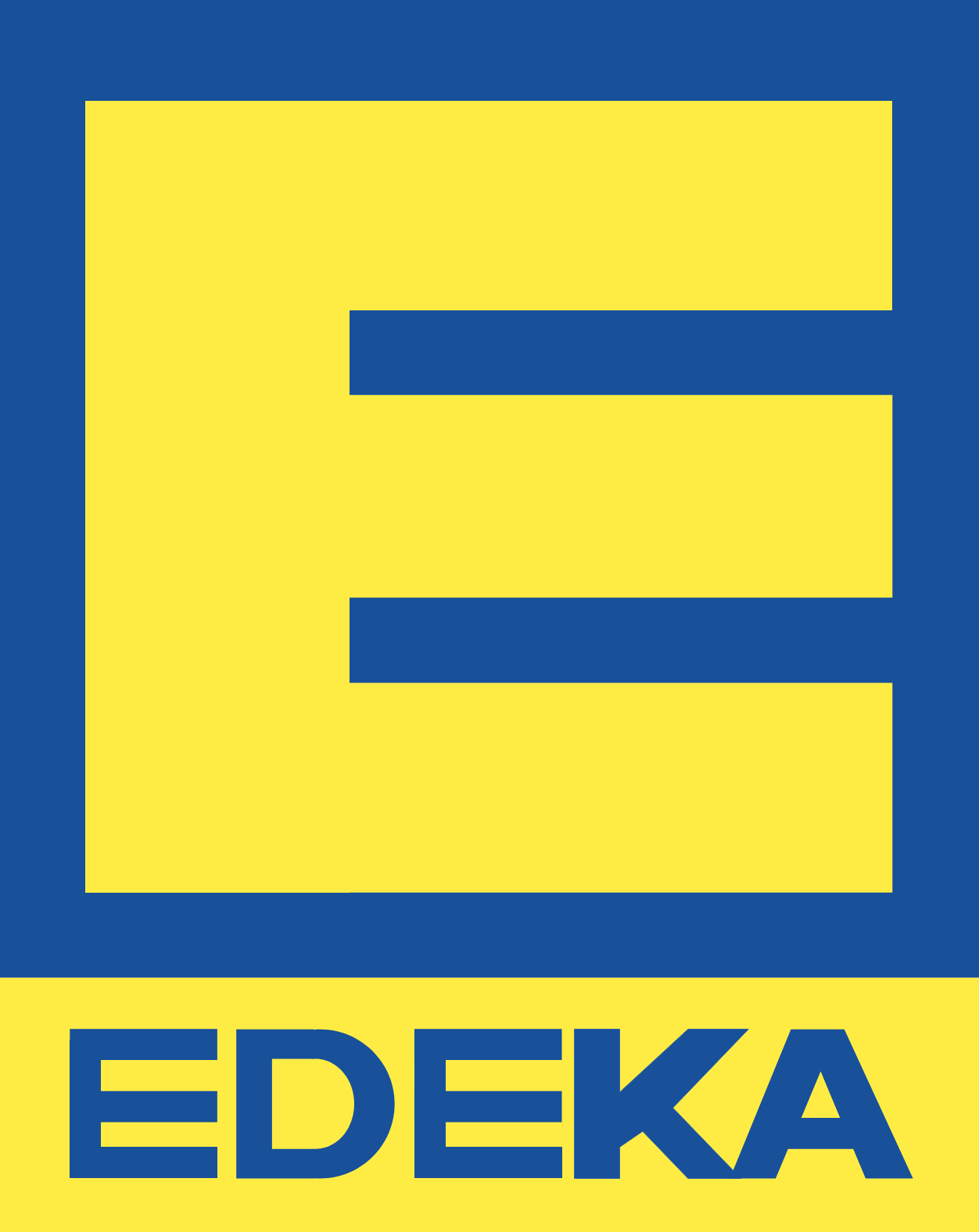
Staré logo řetězce z roku 1965.